# Christian Ludwig Neuffer

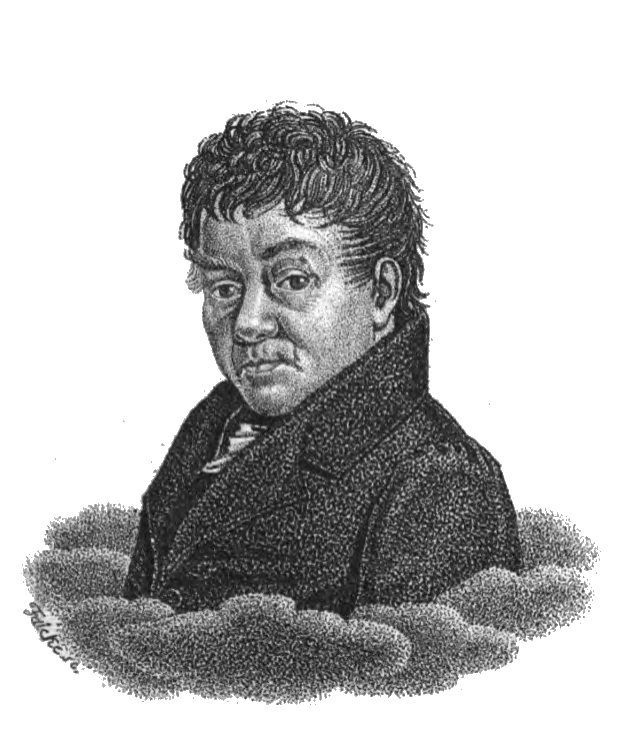
Ludwig Neuffer

Christian Ludwig Neuffer (* 26. Januar 1769 in Stuttgart; † 29. Juli 1839 in Ulm) war ein deutscher Dichter und Theologe.

## Leben
Nach Abschluss des Stuttgarter Gymnasiums studierte Neuffer von 1786 bis 1791 evangelische Theologie am Tübinger Stift. Während dieser Zeit entstand seine Freundschaft mit Friedrich Hölderlin und Rudolf Friedrich Heinrich Magenau. Nach dem Studium war Neuffer zunächst Hilfsgeistlicher in Stuttgart, dann Diakon in Weilheim an der Teck und von 1808 bis 1819 Pfarrer in Zell unter Aichelberg. Ab 1819 war Neuffer Stadtpfarrer am Ulmer Münster und Schulinspektor in Ulm. 
Neuffer übertrug das Versepos Aeneis des römischen Dichters Vergil aus dem Lateinischen. Er verfasste außerdem das Libretto für die Oper Der Elfenkönig seines späteren Schwiegersohns Konrad Kocher.
Seine Werke sind wie die vieler schwäbischer Dichter seiner Zeit vom Spätwerk Friedrich Schillers beeinflusst.

## Schriften(Auswahl)
- Predigt an dem erfreulichen Geburtsfeste des regierenden Herrn Herzogs, Herrn Friedrich Eugens, Herzogs zu Wirtemberg und Tekh. Cotta, Stuttgart 1796. (Digitalisat)
- Gedichte. Steinkopf, Stuttgart 1805. (Digitalisat)
- Günther oder Schicksal und Gemüth. Ein episches Gedicht in 6 Gesängen. Gräffer & Herter, Wien 1816. (Digitalisat)
- Auserlesene lyrische Gedichte. Hopfer de l’Orme, Tübingen 1816. (Digitalisat)
- Erato für die Freunde des besseren Eros. Orell Füßli, Zürich 1818.

Verantwortl.-ang.    Christian Ludwig Neuffer
- Christliche Urania, oder Gesänge für Freunde der Religion und eines heitern Christensinns. Fleischer, Leipzig 1820. (Digitalisat)
- Die Herbstfeier. Eine Idylle in acht Gesängen. Voß, Leipzig 1828.
- Kleine epische Dichtungen und Idyllen. Scheible, Stuttgart 1835. (Digitalisat)
- Gedichte. Mit der Biographie und dem Portrait des Dichters. Bibliographisches Institut, Hildburghausen und Amsterdam 1845. (Digitalisat)